# Alsophylax
Genre
Alsophylax est un genre de geckos de la famille des Gekkonidae.

## Répartition
Les espèces de ce genre se rencontrent en Asie centrale, en Asie de l'Est et en Russie.

## Description
Ce sont des geckos arboricoles.

## Liste des espèces
Selon The Reptile Database (25 septembre 2023) :
- Alsophylax emilia Nazarov et al., 2023[3]
- Alsophylax ferganensis Nazarov et al., 2023[3]
- Alsophylax laevis Nikolsky, 1907
- Alsophylax loricatus Strauch, 1887
- Alsophylax pipiens (Pallas, 1827)
- Alsophylax przewalskii Strauch, 1887
- Alsophylax szczerbaki Golubev & Sattarov, 1979
- Alsophylax tadjikiensis Golubev, 1979

## Étymologie
Le nom de ce genre vient du grec αλσος « bois », et de ψυλαξ, « gardien », soit « le gardien des bois » en référence aux mœurs arboricoles de ces espèces.

## Taxinomie
L'espèce Lacerta pipiens Pallas, 1827 est l'espèce type de ce genre.

## Publication originale
- Fitzinger, 1843 : Systema Reptilium, fasciculus primus, Amblyglossae. Braumüller et Seidel, Wien, p. 1-106 (texte intégral).